# Juan Manuel López de Zúñiga y Mendoza
Juan Manuel Diego de Zúñiga Sotomayor y Mendoza, quien tomó los apellidos Juan Manuel Diego López de Zúñiga y Manrique y después Juan Manuel Diego López de Zúñiga Sotomayor y Mendoza nació en Béjar, Salamanca, y recibió el bautismo en la iglesia de Santa María de Béjar el 16 de enero de 1622, falleció en Béjar el 14 de noviembre de 1660, noble español de la Casa de Zúñiga, IX duque de Béjar y de Plasencia, grande de España, V duque de Mandas y Villanueva, I marqués de Valero, X de Gibraleón, V de Terranova, XI conde de Belalcázar, X de Bañares, XIII vizconde de la Puebla de Alcocer, justicia mayor y alguacil mayor hereditario de Castilla, Primer Caballero del Reino.

## Filiación
Hijo de Francisco Diego López de Zúñiga Guzmán y Sotomayor, VII duque de Béjar y de Plasencia, grande de España, VIII marqués de Gibraleón, X conde de Belalcázar, VIII de Bañares, XI vizconde de la Puebla de Alcocer, primera voz de la nobleza de Castilla, justicia mayor y alguacil mayor hereditario de Castilla, Caballero de la Orden del Toisón de Oro, y de su esposa Ana de Mendoza de la Vega y Luna, III duquesa de Mandas y Villanueva, III marquesa de Terranova. Hermano menor de Alonso Diego, VIII duque de Béjar y Plasencia, fallecido el 1 de  agosto de 1660 sin dejar descendencia, por lo que vino a sucederlo. Juan Manuel da poder por carta de 27 de mayo de 1647 a Jaime Fernández de Híjar, para que en su nombre se despose con Teresa Sarmiento de Silva y Fernández de Híjar. El matrimonio fue celebrado el 15 de julio de 1647. Teresa era hija de Rodrigo de Silva Sarmiento y Villandrando, VIII conde de Salinas, VIII conde de Ribadeo y II marqués de Alenquer, y de su esposa Isabel Margarita Fernández de Híjar y Castro-Pinós, IV duquesa de Híjar. Las capitulaciones matrimoniales fueron otorgadas el 26 de mayo de 1647. Tuvo en su matrimonio dos varones y una hembra. Su primogénito Manuel Diego, su heredero fue X duque de Béjar y Plasencia, Baltasar, II marqués de Valero, I duque de Arión, IV marqués de Alenquer, virrey de Navarra, de Cerdeña y de la Nueva España, y Manuela casada con Francisco Casimiro Pimentel y Benavides, XII conde y IX duque de Benavente. Su esposa Teresa falleció entre 1707 y 1709.

## Niñez, juventud
A la muerte del II marqués de Villamanrique, Francisco Manrique de Zúñiga, sin dejar sucesión varonil, quiso el duque Francisco Diego litigar los derechos de la casa de Béjar al marquesado de Villamanrique en favor de su hijo Juan Manuel. Su padre, el duque Francisco Diego, ordena imprimir el informe de fecha 23 de septiembre de 1632 referentes al apellido y armas, que en adelante debe llevar su segundogénito Juan Manuel López de Zúñiga Manrique, de acuerdo a las cláusulas del mayorazgo de Villamanrique. El rey Felipe IV le concede a Juan Manuel, en aprecio de los servicios prestados a la corona por su padre, el duque Francisco Diego, el título de marqués de Valero el 19 de septiembre de 1636.
A raíz del fallecimiento de su madre, la III duquesa de Mandas y Villanueva, Ana de Mendoza en enero de 1629 y de su padre, el VIII duque de Béjar y Plasencia, Francisco Diego en noviembre de 1636, fue nombrado en 1637 curador y tutor testamentario de los hijos menores a Juan de Chávez Mendoza, Caballero de la Orden de Santiago. Por escritura de 5 de junio de 1637 da Juan de Chávez Mendoza instrucciones para que los hijos menores, Alonso Diego, Juan Manuel, Iñigo y Diego vayan a estudiar a Salamanca. Por provisión real de 9 de julio de 1637 Felipe IV ordena a Juan de Chávez Mendoza, como curador de los hijos menores, les dé una pensión anual por alimentos, hasta que se arregle la testamentaría del difunto duque Francisco Diego.

## Al servicio del reyFelipe IV de España
Por los servicios prestados a la corona por el I marqués de Valero, Juan Manuel, el rey Felipe IV le concede en 1640 algunas mercedes. Participa como capitán de una compañía de la coronelía de su hermano mayor, el VIII duque de Béjar y Plasencia Alonso Diego, capitán general de las fronteras, en la defensa de las fronteras en la guerra con Portugal.

## Herencia, pleitos, señorío
Por escrituras de 22 de enero y 29 de mayo de 1643 se documentó el reparto de los bienes que quedaron al fallecimiento de Francisco Diego, VII duque de Béjar y Plasencia, y de Ana de Mendoza, III duquesa de Mandas y Villanueva, entre los hijos de ambos.
Litigio entre 1649 y 1653  varios pleitos con su hermano Alonso Diego por derechos y desigualdades en la partición de bienes de la herencia.
Al fallecimiento de su hermano mayor Alonso Diego, ocurrido el 1.º de agosto de 1660, vino a heredarlo y fue IX duque de Béjar y de Plasencia, grande de España, V duque de Mandas y Villanueva, etc. Por imposiciones de las cláusulas de los mayorazgos heredados comenzó a llamarse Juan Manuel López de Zúñiga Sotomayor Mendoza. Por escritura de 3 de agosto de 1660 se da testimonio de la toma de posesión de Béjar, Salamanca, por el IX duque Juan Manuel. Por escritura de 30 de agosto de 1660 renuncia y traspasa el título y los bienes pertenecientes al marquesado de Valero a su hijo segundo Baltasar. Cristóbal de Torres informa por carta de 13 de octubre de 1660 al IX duque de Béjar y Plasencia Juan Manuel del privilegio que poseía la Casa de Béjar para nombrarse a sí mismos duques de Béjar, en el aviso que daban a los reyes sobre haber heredado sus estados, antes que estos les dieran este tratamiento.
Certificado de la cláusula de herederos del testamento otorgado el 7 de noviembre de 1660 por Juan Manuel López de Zúñiga Sotomayor Mendoza, IX duque de Béjar y Plasencia, a favor de su hijo primogénito Manuel Diego López de Zúñiga Sotomayor y Mendoza, XIV conde de Belalcázar, (futuro X duque de Béjar) y de sus otros hijos Baltasar de Zúñiga y Guzmán, II marqués de Valero, y Manuela de Zúñiga Sotomayor y Silva, (futura IX condesa-duquesa de Benavente), y por ser todos menores de edad nombra curadora a su esposa Teresa Sarmiento de Silva y Fernández de Híjar, III marquesa de Alenquer. Se conserva la correspondencia sobre el desarrollo de la enfermedad que llevó al duque Juan Manuel a su muerte, así como las instrucciones sobre los procederes para la celebración de los ritos funerarios tras la muerte del duque